# Ghat (arménien)
Pour les articles homonymes, voir Ghat.
Cette page contient des caractères spéciaux ou non latins. S’ils s’affichent mal (▯, ?, etc.), consultez la page d’aide Unicode.
Ghat (également ghad), ղատ en arménien ([ʁɑtʼ] ou [ʁɑd]), est la 18e lettre de l'alphabet arménien.

## Linguistique
Ghat est utilisé pour représenter le son de :
- en arménien classique, les sons [ɫ] et [ɮ];
- en arménien moderne (oriental et occidental), ([ʁ] ;

Dans la norme ISO 9985, la lettre est translittérée par « ġ ».

## Représentation informatique
- Unicode[1] :
  - Capitale Ղ : U+0542
  - Minuscule ղ : U+0572